# Federico Formisano
Federico Formisano (Milano, 31 maggio 1903 – ...) è stato un militare e funzionario italiano, commissario prefettizio e poi podestà di Padova negli anni della Repubblica di Salò.

## Biografia
Figlio di Michele e Elvira Gravier, ingegnere, partecipò alla guerra d'Etiopia come tenente di complemento del 7º Gruppo battaglioni indigeni, quindi alla campagna di Russia come capitano di complemento del 79º Reggimento fanteria "Roma".
Tornato in Patria, fu commissario prefettizio a Lendinara. Il 24 giugno 1944 passò a Padova, dove sostituì il moderato Secondo Polazzo che aveva condannato l'eccidio di Ponte di Brenta in cui erano morti due partigiani. Dal 10 dicembre ebbe il titolo di podestà.
Rispetto al predecessore, Formisano si dimostrò sempre fedele al regime e agli occupanti nazisti e lo dimostrò sin dal giorno dell'insediamento con un manifesto in cui salutava, oltre che la cittadinanza, i comandi italiani e tedeschi. 
A ulteriore conferma di questa linea, il 13 settembre pubblicò una precisazione alla "mobilitazione totalitaria del lavoro" del giorno prima, con cui il comune metteva a disposizione dei tedeschi gli uomini abili al lavoro: Formisano aggiungeva che i cittadini dovevano presentarsi alla chiamata, «onde evitare provvedimenti gravi ed incresciosi che le Autorità sarebbero costrette a prendere» e concludendo con la frase «chi non sente il dovere oggi sappia che non potrà vantare i diritti domani».
La sua fedeltà nei confronti del regime e dei nazisti emerge particolarmente dalla delibera del 6 dicembre 1944, con cui stanziava 60 000 lire per trasferire 270 salme di defunti italiani da un cimitero utilizzato anche dai tedeschi, cedendo alle insistenze di questi ultimi che chiedevano ulteriori spazi per i propri morti. È tuttavia probabile che, a causa dell'evolversi degli eventi bellici, la decisione non sia stata portata a compimento.
Dopo la guerra fu processato per collaborazionismo dalla Corte d'assise straordinaria di Padova. Tra i fatti contestatigli, vi furono proprio le minacce contenute nella chiamata alla mobilitazione del lavoro; Formisano tentò di difendersi sostenendo che la bozza dell'ordinanza da lui compilata era stata corretta a sua insaputa, ma fu comunque condannato a sei anni e otto mesi di reclusione (n. 90, 19 settembre 1945). La sentenza venne in seguito annullata dalla Cassazione e rinviata alla Corte d'assise di Venezia (8 aprile 1946).